# آرامگاه سید محمد قریشی
آرامگاه سید محمد قریشی مربوط به دوره قاجار است و در هشتجین، انتهای میدان وحدت، پشت مدرسه اتحاد واقع شده و این اثر در تاریخ ۱۷ اسفند ۱۳۸۱ با شمارهٔ ثبت ۷۵۰۷ به‌عنوان یکی از آثار ملی ایران به ثبت رسیده است.